# Prednja Azija
Nazivom Prednja Azija obuhvaća se jugozapadni dio Azije a granice su joj na zapadu Sredozemno more i Crveno more, na sjeveru Crno more, Kavkaz i Kaspijsko jezero, na istoku Ind i rubno planinsko područje Irana, a na jugu Indijski ocean. Prednja Azija je Sinajom povezana s Afrikom, dok je Dardanelima, Mramornim morem i Bosporom samo usko odvojena od Europe. 
Obuhvaća azijski dio Turske s Anatolijom, područje Kavkaza, Beludžistan, Iran i Afganistan (u međuvremenu ga svrstavaju u Središnju ili Južnu Aziju kao i Arapski poluotok. Tu također spada i dolina Eufrata i Tigrisa.
Politička podjela:
- Afganistan
- Armenija
- Azerbajdžan
- Bahrein
- Gruzija
- Irak
- Iran
- Izrael
- Jemen (osim Sokotra)
- Jordan
- Katar
- Kuvajt
- Libanon
- Oman
- Pakistan (samo jugozapad, veći dio spada u Južnu Aziju)
- Palestinska autonomna područja
- Saudijska Arabija
- Sirija
- Turska (osim europskog dijela)
- Ujedinjeni Arapski Emirati
- Cipar

## Poveznice
- Sjeverna Azija
- Središnja Azija
- Južna Azija
- Istočna Azija
- Jugoistočna Azija